# La Légende de Hawkmoon
Pour les articles homonymes, voir Hawkmoon.
La Légende de Hawkmoon (titre original : The History of the Runestaff) est une saga de fantasy en deux cycles écrite par Michael Moorcock, mettant en scène les aventures de Dorian Hawkmoon, duc de Köln et incarnation du Champion éternel. Elle se déroule dans une Europe futuriste dominée par l'empire maléfique de Granbretanne.

## Contexte
Une grande partie du monde est retournée dans un nouveau Moyen Âge, éclairé par les technologies modernes. Ce retour dans une époque antérieure s'explique par un évènement mystérieux, que les gens de ce futur appellent le « Tragique millénaire », l'action trouvant son origine au tout début du millénaire suivant. Le monde est alors organisé comme suit :
- En Europe, la féodalité est d'actualité. La France a été dispersée en une vingtaine de petits duchés rivaux, que l'empire de Granbretanne, couvrant l'Angleterre actuelle, revendique. D'autres pays subsistent, tels que la Bulgarie, les pays Scandins, l'Espaniya ou encore la Germanie.
- Le continent américain, rebaptisé « Amarekh », a été relativement épargné par le Tragique millénaire ; bien qu'aucune victime n'ait été à déplorer, les habitants ont retrouvé un mode de vie proche de celui des Amérindiens.
- L'Asie est le seul continent à avoir su rester moderne, au prix d'une dictature. Un nouvel État s'est formé, allant des monts Oural jusqu'à la mer de Chine : l'Asiacommunista, gigantesque État communiste dirigé par l'élite chinoise. Plus au sud, on trouve les montagnes du Tibet ; les populations humaines les ayant désertées, elles sont occupées par des descendants de grands singes, que l'on pourrait identifier comme étant les descendants des Yétis.

## Livres
Cette saga se présente sous forme de deux cycles :
- L'histoire du secret des Runes
  1. Le Joyau noir (The Jewel in the Skull), 1967
  2. Le Dieu fou (The Mad God’s Amulet), 1968
  3. L'Épée de l'aurore (The Sword of the Dawn), 1968
  4. Le Secret des runes (The Runestaff), 1969

- Les chroniques du Comte Airain
  1.  Le Comte Airain (Count Brass), 1973 
  2. Le Champion de Garathorm (The Champion of Garathorm), 1973
  3. La Quête de Tanelorn (The Quest for Tanelorn), 1975